# Daniel French (cầu thủ bóng đá)
Daniel French (sinh ngày 25 tháng 11 năm 1979) là một cầu thủ bóng đá người Anh thi đấu ở Football League cho Peterborough United.